# Argelander (Mondkrater)

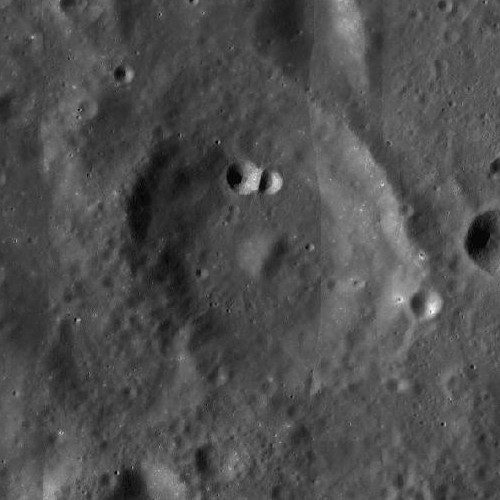
Der Mondkrater Argelander

Argelander ist ein Einschlagkrater auf der Mondvorderseite, östlich des Mare Nubium, nördlich des Kraters Airy und südlich von Vogel. Der Krater ist vor allem im Süden und Westen sehr stark erodiert.
| Buchstabe | Position          | Durchmesser | Link |
| --------- | ----------------- | ----------- | ---- |
| A         | 16,54° S, 6,71° O | 9 km        |      |
| B         | 15,61° S, 5,06° O | 6 km        |      |
| C         | 16,29° S, 5,66° O | 4 km        |      |
| D         | 17,65° S, 4,39° O | 11 km       |      |
| W         | 16,77° S, 4,11° O | 16 km       |      |

Der Krater wurde 1935 von der IAU nach dem deutschen Astronomen Friedrich Wilhelm August Argelander offiziell benannt.